# Jerebić
Jerebić je naseljeno mjesto u Republici Hrvatskoj. Nalazi se u Zagrebačkoj županiji, točnije u Vukomeričkim goricama. Administrativno pripada gradu Velikoj Gorici. Prema popisu stanovništva iz 2011. u Jerebiću stanuje 41 stanovnik (22 muškarca i 19 žena) na površini od 3,78 kvadratnih kilometara. Gustoća naseljenosti iznosi 11 stanovnika po kilometru kvadratnom. Naselje ima 20 domaćinstava. 

### Povijest Jerebića
Emilij Laszowski piše 1910.: "Na istoku selu Cerovskom vrhu na šumom obraslom brijegu stoji staro selo Jerebić (Jarebich, Jerebich). Po šematizmu zagrebačke biskupije od god. 1909. ima to selo 243 katoličkih duše. Kuće su sve drvene i natkrite slamom.
Po svoj prilici izvodi ovo selo svoje ime od 'jareba', što u starijem hrvatskom jeziku znači jarebicu. Moguće je ondje bilo obilje jarebica, a moguće je, da je to selo dobilo ime i od osobe, koja se je zvala Jareb ili Jereb. Ime tog sela prvi put nam spominju pisma god. 1424. Tada je ondje živio Pavao sin Stančev i njegovi sinovi Pavlek, Ivan, Antun,Juraj i Mikuš, koji su kupili od Ivka sina Jakoba iz Gorice neku zemlju u Gorici. God. 1461. javlja se u Jerebiću porodica Petravić, a tom zgodom označuje se Jerebić kao selo. God. 1487 susrećemo u Jerebiću porodično ime Gurginića. Jedna isprava od god. 1495. pruža nam veoma važne podatke, koji se ticu Jerebića. Iz ove isprave proizlazi jasno, da su Jerebići bili poseban plemeniti rod turopoljski (generatio Jarebich), kojemu su pripadale ove porodice: Gerdenići, Malčevićci, Petravići, Skulčići, Penturići, Opatići, Pribičevići, Petruševići, Vučići i Ivkovići. Pripadnici ovih porodica roda Jerebića imali su od pametara polovinu posjeda Cvilkova uz Ratkov Potok na samom teritoriju jerebićkom, uz posjede Prvonožaca sa sjeverne strane. Čini se, da je druga polovina Cvilkova onoj jerebićkoj s južne strane pripadala Prvonožanima. Sredinom te polovine Cvilkova proticao je potok Suha Lučilnica.
Kako iz potonjih prilika razabiremo, naselio je rod Jerebića sela: Ratkov vrh, Vojnošec i Cerovski vrh. Naročito to vidimo iz potvrdnice kralja Ferdinanda I. od 20. maja god. 1561., kojom je ova gornja isprava potvrdjena i u kojoj se porodice Jerebićke, Ratkovrske i Cerovskovrske ubrajaju k rodu Jerebića.
Na početku XVI. vijeka (1512.i javlja se u Jarebiću obitelj Cvetkovića, a poimence Stjepan Cvetković i brat mu Gjuro, kojeg ubiše ljudi Matije Frankopana, kad se vračao sa sajma iz Kravarskog.
Skoro na to (1515.) nalazimo i porodicu Kovač u Jerebiću. God. opet 1520. navode se ove jerebićke porodice: Cvetković, Šantorić, Barušić, Breznačić, Kordeković, Malčević, Škulčić, Gerdenić, Kosić, Opatić, Sterkarić i Petravić.Polovinom XVI. vijeka javljaju se jos u Jerebiću nova imena: Cerovski, Petrinčić, Petković i Lenardić, a god. 1632. živile su tamo obitelji: Hahačić, Kovačić, Ferljan-Palec, Lenardić, Kljačić, Sidanić, Gerdinić, Koziček i Bajuzak. God. 1667. imalo je selo Jarebić 18, a god. 1749. zajedno sa Cerovskim vrhom 30 kuća.
U drugoj polovini 17 stoljeća porodi se prijepor izmedju sučije gustilničke i jerebićke poradi gorice Cvilkova. Taj prijepor iznešen je pred županov sud god. 1680., na temelju čega je ban Nikola Erdodi god. 1681. naložio županu Stjepanu Poglediću, da obidje medje rečene gorice Cvilkova. Ta razmirica konacno je dovršena god.1682., kad je kralj Leopold 1. naložio istomu županu, da ima tu goricu na pol uručiti Gustilničanima i Jerebićanima."

## Demografija
| Pregled broja stanovnika po godinama | Pregled broja stanovnika po godinama | Pregled broja stanovnika po godinama | Pregled broja stanovnika po godinama | Pregled broja stanovnika po godinama | Pregled broja stanovnika po godinama | Pregled broja stanovnika po godinama | Pregled broja stanovnika po godinama | Pregled broja stanovnika po godinama | Pregled broja stanovnika po godinama | Pregled broja stanovnika po godinama | Pregled broja stanovnika po godinama | Pregled broja stanovnika po godinama | Pregled broja stanovnika po godinama | Pregled broja stanovnika po godinama |
| ------------------------------------ | ------------------------------------ | ------------------------------------ | ------------------------------------ | ------------------------------------ | ------------------------------------ | ------------------------------------ | ------------------------------------ | ------------------------------------ | ------------------------------------ | ------------------------------------ | ------------------------------------ | ------------------------------------ | ------------------------------------ | ------------------------------------ |
| 1857.                                | 1869.                                | 1880.                                | 1890.                                | 1900.                                | 1910.                                | 1921.                                | 1931.                                | 1948.                                | 1953.                                | 1961.                                | 1971.                                | 1981.                                | 1991.                                | 2001.                                |
| 201                                  | 215                                  | 203                                  | 221                                  | 235                                  | 212                                  | 208                                  | 225                                  | 189                                  | 165                                  | 142                                  | 124                                  | 103                                  | 77                                   | 41                                   |

| broj stanovnika | 201   | 215   | 203   | 221   | 235   | 212   | 208   | 225   | 189   | 165   | 142   | 124   | 103   | 77    | 41    | 41    | 38    |
|                 | 1857. | 1869. | 1880. | 1890. | 1900. | 1910. | 1921. | 1931. | 1948. | 1953. | 1961. | 1971. | 1981. | 1991. | 2001. | 2011. | 2021. |